# Csevej kulturális-művészeti-karitatív műsor
A Csevej Kellár F. János Immánuel kulturális-művészeti-értékobjektív-karitatív, havonta megrendezésre kerülő beszélgetős műsora. A műsort 2010-ben Kellár F. János Immánuel író-költő, művészettörténész, nemzetközi borszakértő, a Gizella-díj létrehozója és a Jóra Való Törekvés Alapítvány elnöke alapította Szentendrén, s a legtöbb alkalommal ebben a városban kerültek megrendezésre a beszélgetések. A műsort az első csonka évadjától kezdve (melyet a Cafe Frei majd a Mythos kávézókban töltött) legtöbbször a Szentendrei Hamvas Béla Pest Megyei Könyvtárban tartottak, ám ezen kívül volt Csevej est a szentendrei Vujicsics Tihamér Zeneiskolában, a Ferenczy Múzeumban, a MűvészetMalomban, a P'Art Moziban és a V-8 Uszoda és Szabadidőközpontban is. Szentendrén kívül is többször került megrendezésre a Csevej. Az Ördögkatlan Fesztiválon Kisharsányban, illetve határon túl a Házsongárdi Temetőben Kolozsváron, és Kallós Zoltánnál Válaszúton, továbbá Balatonalmádiban és a budapesti Kempinski Hotel Corvinusban. Előfordult, hogy az adott vendéggel írásos riport készült, s ilyen esetben a közönség előtt is más formátum valósult meg, például a Carlo Pedersolival azaz Bud Spencerrel készített riport  is ilyen volt. A műsor 2010 és 2019 között havonta jelentkezett, 2019-től időszakos megjelenésre váltott. A műsor jelképe egy antik homokóra, és a hatalmas hófehér Csevej feliratot adó betűk. 

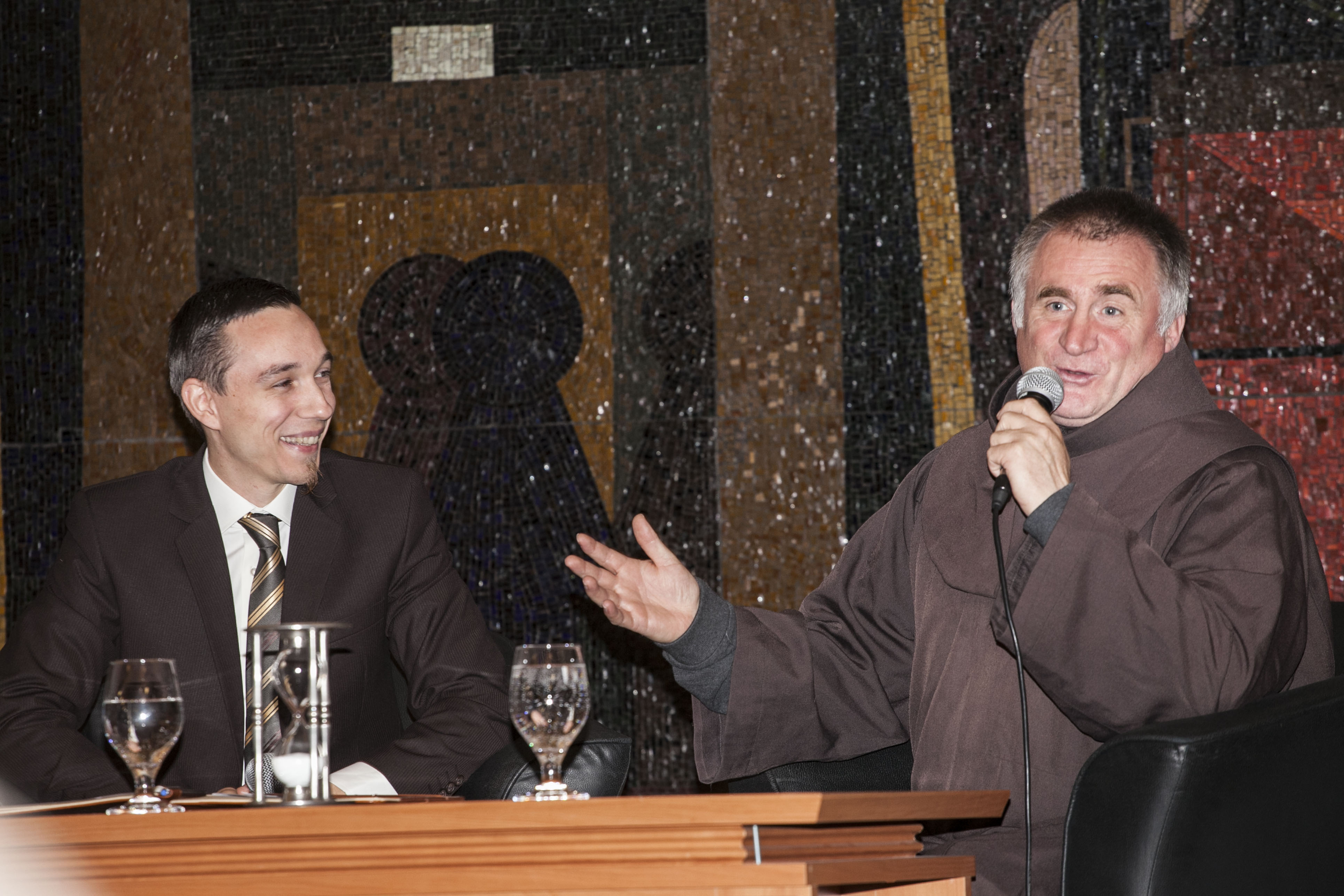
Csevej Böjte Csabával (2014)
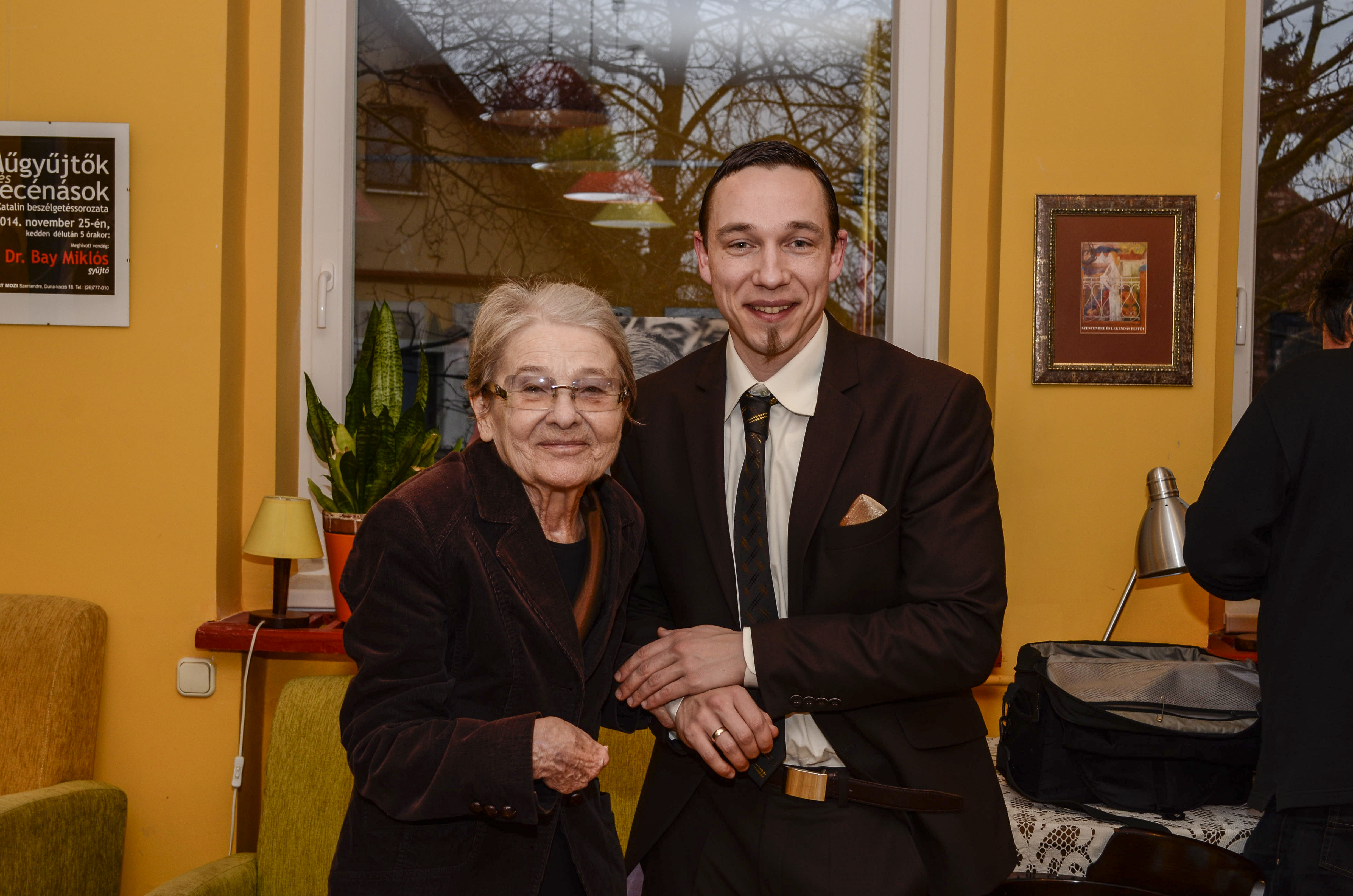
Egy Csevej után Törőcsik Mari és Kellár F. János Immánuel (2016)
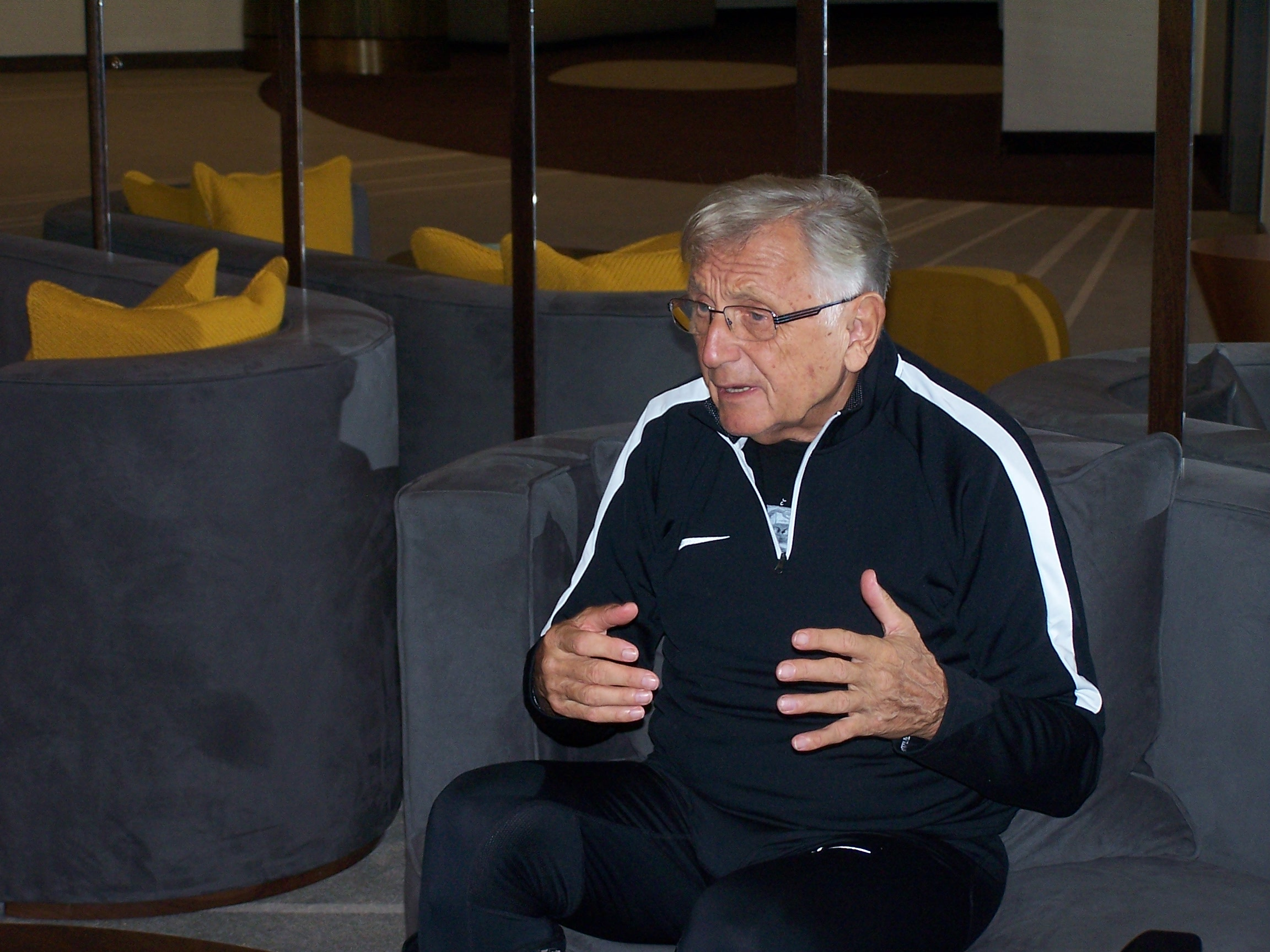
Jiří Menzel a Csevejben (2017)

A Csevej estekre a belépés a kezdetektől ingyenes volt, mint ahogy a műsor által üzemeltetett büfében való fogyasztás is. Az évadok 10+1 előadásból álltak, mivel januárban sosem jelentkezett a Csevej. A 10 előadás közül minden év augusztusában az OLTALOMB  nevű kezdeményezés keretein belül, egy egyesület vagy alapítvány látogatott el a műsorba, melyet a civilekkel összefogva segített meg minden évben az estsorozat. Decemberben pedig a klasszikus beszélgetős jelleg helyett nagyszabású gálaestet szervezett a műsor Csevej Karácsony néven. Ezen a Karácsony előtt megtartott ünnepségen az ország minden tájáról érkeztek fellépők, köztük kórusok, gyermek betlehemesek, színészek, előadóművészek, zenészek, táncosok. A gálán hagyományosan gyűjtés folyt, s a műsor felajánlásai mellett ez került átadásra rászoruló családoknak a régióban, melyben a Karitász volt partnere a Csevejnek.
Az estsorozat megalakulása óta politikai és gazdasági érdekmentességét hangsúlyozza, s ennek megfelelően sohasem fogadott el semmiféle támogatást . A műsor vendégei nemcsak hírességek voltak, hanem olyan tehetséges emberek, akiknek bemutatását és megismertetését fontosnak tartották. A házigazda Kellár F. János Immánuel mellett a műsor webes felületének Lévay Gergely volt a karbantartója, míg a fotókért és videóanyagokért Lévay Máté fotográfus felelt. A személyügyi referens Fodor Gizella volt. Az összes szereplő önkéntes alapon dolgozott. Minden estről szerződött partnerként a Pomáz Tv és a Szentendre Tv is felvételeket készített és műsort gyártott, illetve a számos sajtómegjelenés mellett a Szentendrei Kurír c. havilap külön Csevej rovatot is vezetett. Ugyanakkor a Csevejnek saját archívuma is volt, ahol az összes est fotó és videóanyaga visszanézhető. Saját hírlevélrendszeren keresztül több ezer emberhez jutottak el az előadások hónapról-hónapra. A műsor óriásplakátjai, időszakosan több városban is láthatóak voltak a Dunakanyarban. Hivatalos plakátja két évente jelent meg. 

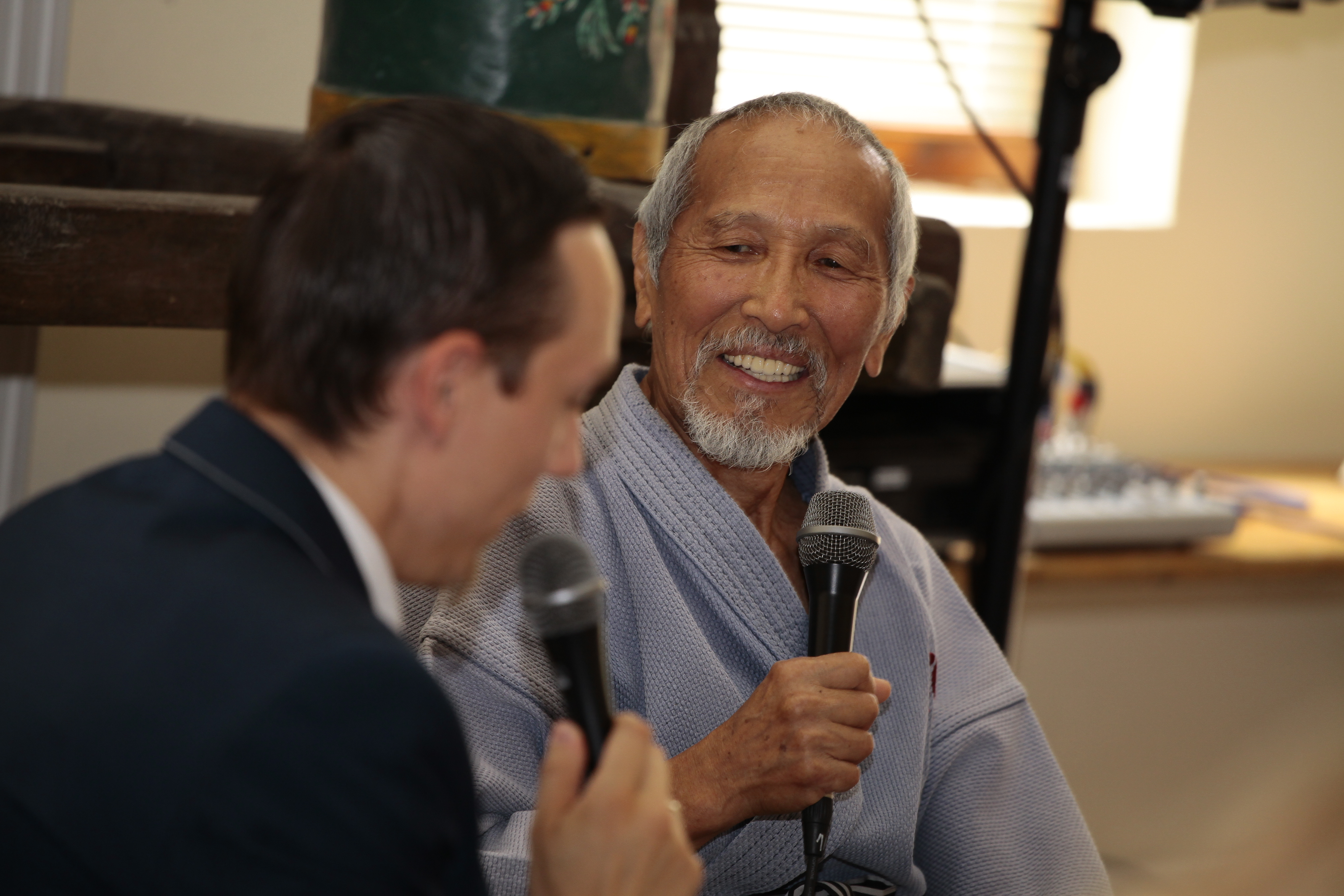
Csevejben az utolsó szamuráj Suzuki Kimiyoshi sensei (2016)
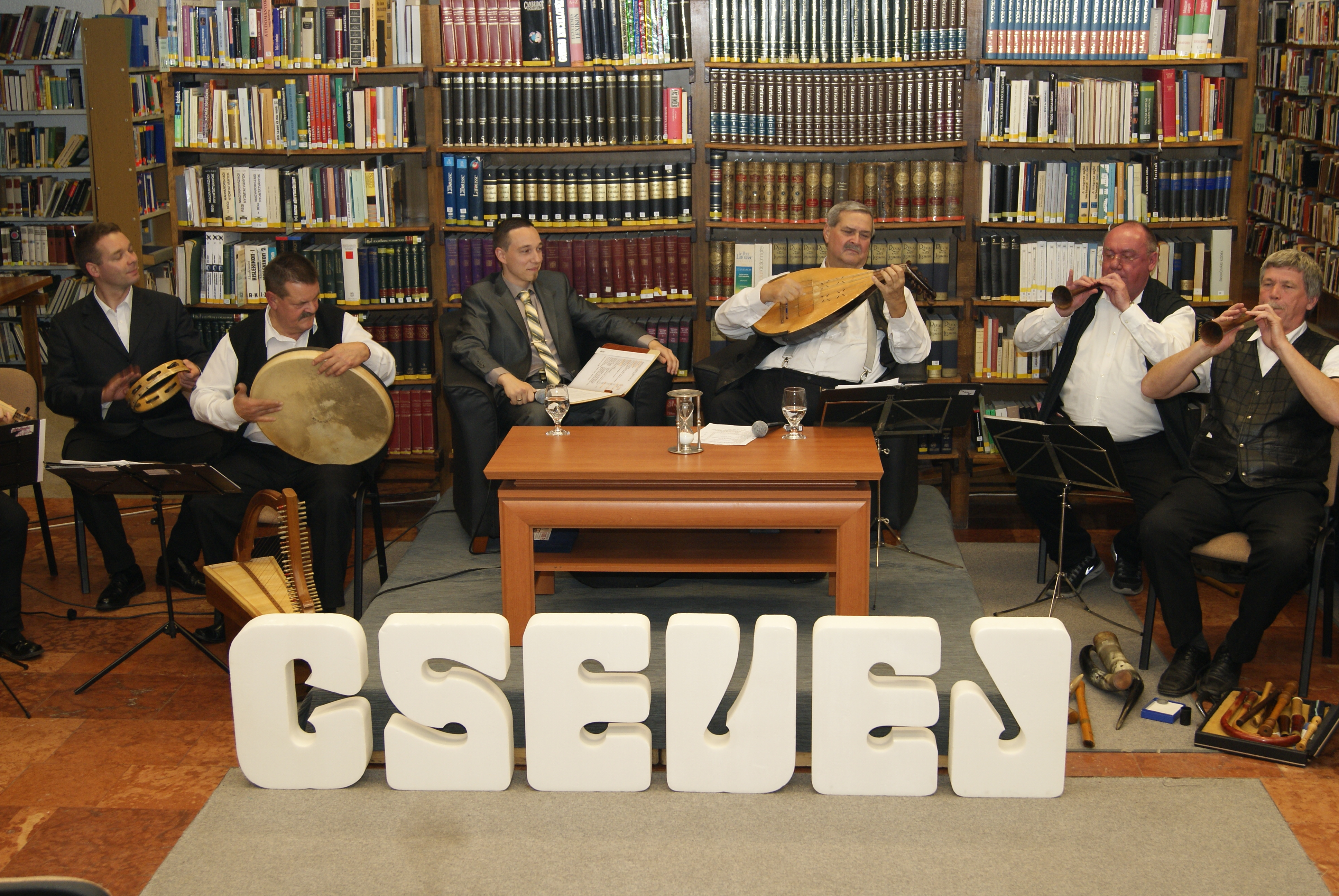
A Kecskés Együttes a Csevejben (2013)
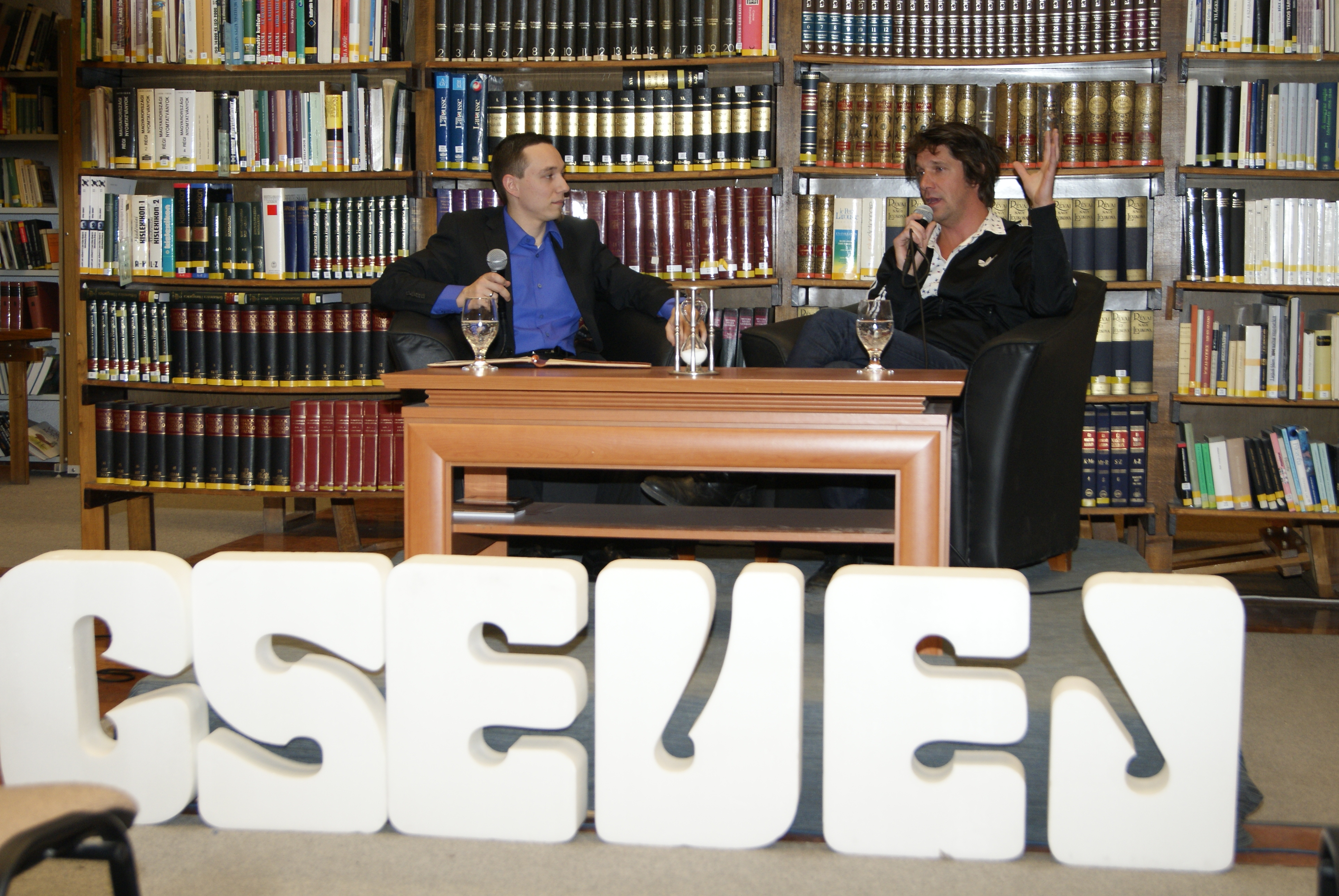
Kiss Tibi is Csevej vendég volt (2014)
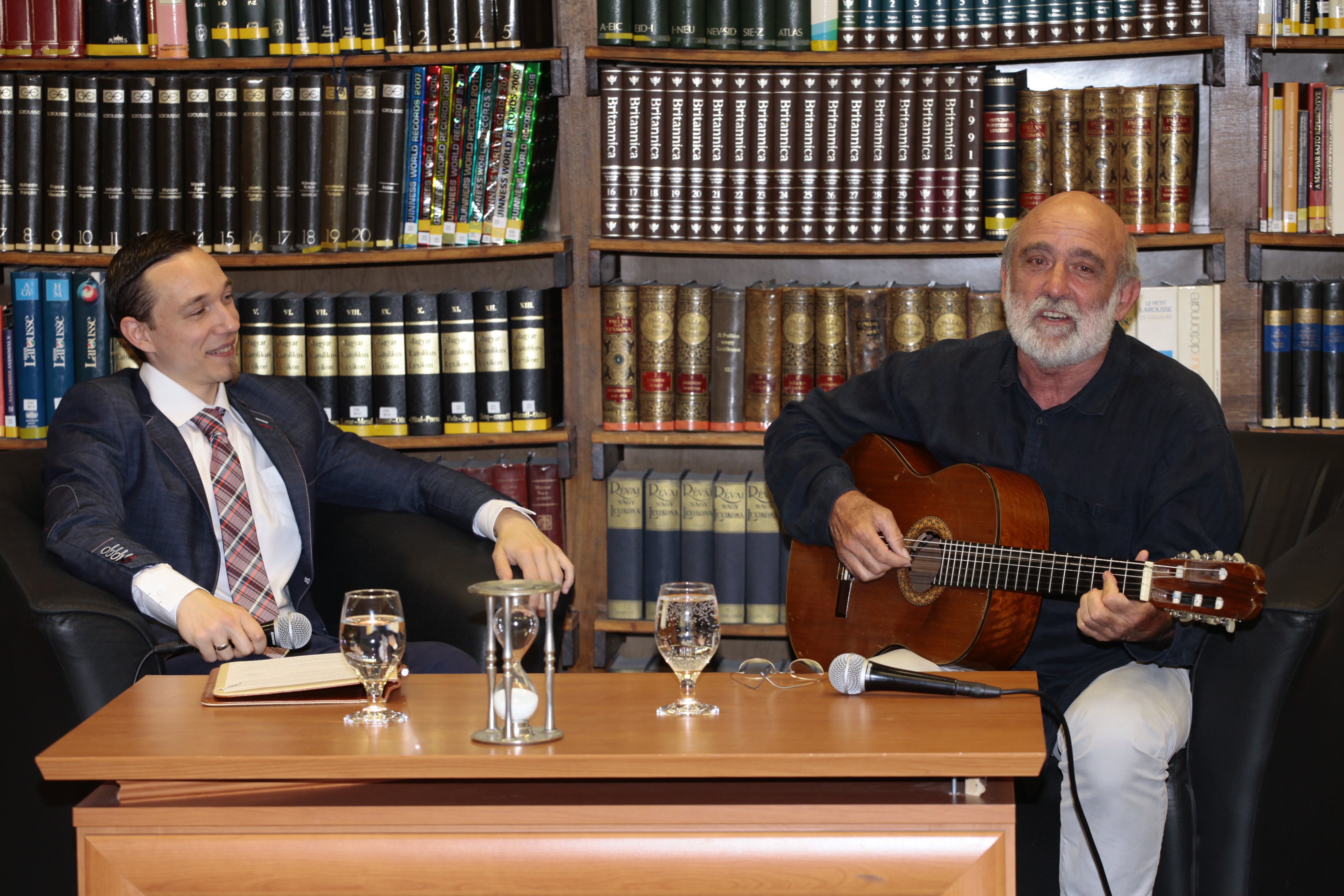
Gryllus Vilmos énekel és zenél a Csevejben (2016)

Legtöbb esetben a beszélgetések alkalmával, a vendégek műsort is adtak. A zenészek zenéltek, a színészek szavaltak, illetve olykor, a vendég művészetét bemutató kiállítással egybekötve rendezték meg az eseményt. A legtöbbet közreműködőként is fellépő művésze az estnek Balázs László Gábor színész előadóművész volt.  A legnézettebb előadása, ahol Böjte Csaba ferenci rendi szerzetes volt a vendég , több mint 500 ember előtt került megrendezésre. Ezen est, a Fedél Nélkül újság címlapja is volt kettő hónapon keresztül. A 2016. évi Csevej Karácsony gálaműsorra Kellár F. János Immánuel együtt készült Törőcsik Marival. 
A Csevej esteket 2016-ban Szentendre Város Civil Szervezete-díjjal tüntették ki.

## Csevej évadlista[1]
|                 | Vendég                                              | Dátum                |
| Első évad       | Első évad                                           | Első évad            |
| --------------- | --------------------------------------------------- | -------------------- |
| 1.              | Kellár János                                        | 2010. június 11.     |
| 2.              | Pethő Zsoltné Németh Erika                          | 2010. július 23.     |
| 3.              | Sztakó Edit & Horváth Ria – Árvácska állatmenhely   | 2010. augusztus 13.  |
| 4.              | Horváth Judit                                       | 2010. szeptember 16. |
| 5.              | Balázs László Gábor                                 | 2010. október 27.    |
| 6.              | Szentendrey Géza                                    | 2010. november 24.   |
| 7.              | Hegyi Füstös Ilona                                  | 2010. december 19.   |
| Második évad    |                                                     |                      |
| 8.              | Villányi G. András                                  | 2011. február 22.    |
| 9.              | Kertész Kata                                        | 2011. március 29.    |
| 10.             | Aknay János                                         | 2011. április 26.    |
| 11.             | Borbély Mihály                                      | 2011. május 31.      |
| 12.             | Levente Péter                                       | 2011. június 28.     |
| 13.             | Prof. Dr. Magyari Beck István                       | 2011. július 26.     |
| 14.             | Mosolygó Kórház Alapítvány                          | 2011. augusztus 30.  |
| 15.             | Biczák Péter                                        | 2011. szeptember 27. |
| 16.             | Seres Borbála                                       | 2011. október 25.    |
| 17.             | Kiss Kálmán                                         | 2011. november 29.   |
| 18.             | Csevej Karácsony 2011                               | 2011. december 20.   |
| Harmadik évad   |                                                     |                      |
| 19.             | Balázs Gergely                                      | 2012. február 28.    |
| 20.             | Orgoványi Anikó                                     | 2012. március 24.    |
| 21.             | Kecskeméti Róbert                                   | 2012. április 27.    |
| 22.             | Zsoldos Árpád                                       | 2012. május 29.      |
| 23.             | Mocsi Ádám                                          | 2012. június 26.     |
| 24.             | Jankovics Marcell                                   | 2012. július 24.     |
| 25.             | Kepe Róbert – Fedél Nélkül – Menhely Alapítvány     | 2012. augusztus 28.  |
| 26.             | Pistyur Imre                                        | 2012. szeptember 25. |
| 27.             | Szersén Gyula                                       | 2012. október 30.    |
| 28.             | Balogh László                                       | 2012. november 27.   |
| 29.             | Csevej Karácsony 2012                               | 2012. december 18.   |
| Negyedik évad   |                                                     |                      |
| 30.             | Földes László (Hobo)                                | 2013. február 26.    |
| 31.             | Szvorák Katalin                                     | 2013. március 26.    |
| 32.             | Ruzicska László                                     | 2013. április 30.    |
| 33.             | Kissné Budai Rita                                   | 2013. május 28.      |
| 34.             | Kovács László                                       | 2013. június 25.     |
| 35.             | Márkus Péter                                        | 2013. július 23.     |
| 36.             | Keresztszülők a Moldvai Csángómagyarokért Egyesület | 2013. augusztus 27.  |
| 37.             | Pankotay Péter                                      | 2013. szeptember 24. |
| 38.             | L. Kecskés András                                   | 2013. október 29.    |
| 39.             | Dr. Balázs Tibor                                    | 2013. november 26.   |
| 40.             | Csevej Karácsony 2013                               | 2013. december 17.   |
| Ötödik évad     |                                                     |                      |
| 41.             | Kiss Tibor                                          | 2014. február 25.    |
| 42.             | Palya Bea                                           | 2014. március 25.    |
| 43.             | Eperjes Károly                                      | 2014. április 27.    |
| 44.             | Majorosi Marianna                                   | 2014. május 27.      |
| 45.             | Csíkszentmihályi Róbert                             | 2014. június 24.     |
| 46.             | Berecz András                                       | 2014. július 29.     |
| 47.             | Afrikáért Alapítvány – France Mutombo Tshimuanga    | 2014. augusztus 26.  |
| 48.             | Pirk Ambrus                                         | 2014. szeptember 30. |
| 49.             | Böjte Csaba                                         | 2014. október 21.    |
| 50.             | Reviczky Gábor                                      | 2014. november 23.   |
| 51.             | Csevej Karácsony 2014                               | 2014. december 16.   |
| Hatodik évad    |                                                     |                      |
| 52.             | Ökrös Csaba                                         | 2015. február 24.    |
| 53.             | Egres Katinka                                       | 2015. március 30.    |
| 54.             | Boros Misi                                          | 2015. április 28.    |
| 55.             | Gabor Amadeus                                       | 2015. május 26.      |
| 56.             | Cakó Ferenc                                         | 2015. június 30.     |
| 57.             | André Rieu                                          | 2015. július 28.     |
| 58.             | SOS Gyermekfalu Alapítvány                          | 2015. augusztus 25.  |
| 59.             | Vadász György                                       | 2015. szeptember 22. |
| 60.             | Molnár Szabolcs                                     | 2015. október 27.    |
| 61.             | Bárdossy Péter                                      | 2015. november 24.   |
| 62.             | Csevej Karácsony 2015                               | 2015. december 15.   |
| Hetedik évad    |                                                     |                      |
| 63.             | Törőcsik Mari                                       | 2016. február 8.     |
| 64.             | Bud Spencer (Carlo Pedersoli)                       | 2016. március 22.    |
| 65.             | Pogány Judit                                        | 2016. április 12.    |
| 66.             | Dr. Juhász Árpád                                    | 2016. április 26.    |
| 67.             | Gryllus Vilmos                                      | 2016. június 24.     |
| 68.             | Csuja Imre                                          | 2016. július 28.     |
| 69.             | KézenFogva Alapítvány                               | 2016. augusztus 30.  |
| 70.             | Suzuki Kimiyoshi                                    | 2016. szeptember 3.  |
| 71.             | Rácz Cecília                                        | 2016. november 25.   |
| 72.             | Kallós Zoltán                                       | 2016. november 29.   |
| 73.             | Csevej Karácsony 2016                               | 2016. december 17.   |
| Nyolcadik évad  |                                                     |                      |
| 74.             | Gergely Istvánné Tőkés Erzsébet                     | 2017. február 2.     |
| 75.             | Bérczes László                                      | 2017. március 13.    |
| 76.             | Farkas Ádám                                         | 2017. május 2.       |
| 77.             | Jiří Menzel                                         | 2017. május 8.       |
| 78.             | Cseh András Koppány                                 | 2017. augusztus 02.  |
| 79.             | Krasznai (Karaffa) Gyula                            | 2017. augusztus 29.  |
| 80.             | Katolikus – Baptista – Krisna kerekasztal           | 2017. augusztus 30.  |
| 81.             | Makk Károly                                         | 2017. szeptember 5.  |
| 82.             | Anasztazia Razvaljajeva                             | 2017. október 3.     |
| 83.             | Szabó G. László                                     | 2017. november 21.   |
| 84.             | Csevej Karácsony 2017                               | 2017. december 17.   |
| Kilencedik évad |                                                     |                      |
| 85.             | Schwartz Dávid                                      | 2018. január 30      |
| 86.             | Csányi Vilmos                                       | 2018. március 27.    |
| 87.             |                                                     | 2018. április        |
| 88.             |                                                     | 2018. május          |
| 89.             |                                                     | 2018. június         |
| 90              |                                                     | 2018. július         |
| 91.             |                                                     | 2018. augusztus      |
| 92.             |                                                     | 2018. szeptember     |
| 93.             |                                                     | 2018. október        |
| 94.             |                                                     | 2018. november       |
| 95.             |                                                     | 2018. december       |